# Naturschutzgebiet Bielsteinhöhle mit Lukenloch
Das Naturschutzgebiet Bielsteinhöhle mit Lukenloch befindet sich bei Horn-Bad Meinberg im Kreis Lippe und hat eine Fläche von insgesamt rund 18,9 ha. Das Gebiet wird mit der Nummer LIP-020 geführt und liegt zwischen Veldrom und Schlangen.

## Bielsteinschlucht

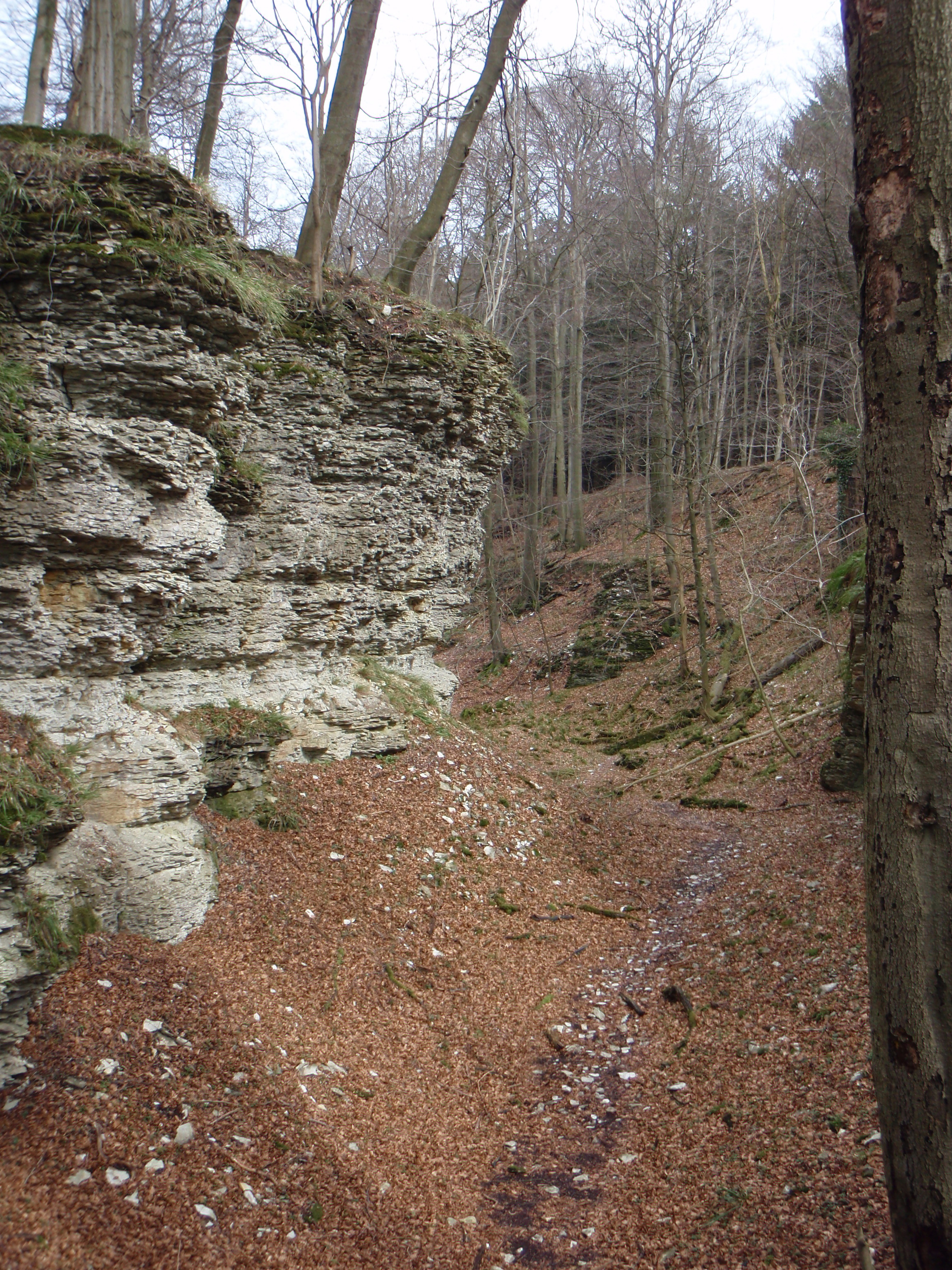
Bielsteinschlucht

Die Bielsteinschlucht ist eine Einsturzdoline. Sie ist etwa 300 m lang und verläuft sichelförmig von Südwesten nach Norden. Die Wände bestehen aus hellem, stark zerklüftetem Kalkstein und ragen bis zu 15 m auf. In prähistorischer Zeit diente sie als Flucht- und Siedlungsstätte.

## Bielsteinhöhle
Im hinteren Teil der Schlucht liegt die etwa 42 Meter lange Bielsteinhöhle. Die Höhle ist als Bodendenkmal ausgewiesen. Hier leben Fledermäuse, zum Beispiel die Teichfledermaus und das Große Mausohr. In den Monaten September bis Mai darf die Höhle daher nicht betreten werden.

## Lukenloch
Das Lukenloch ist eine 26 Meter tiefe, trichterförmige Höhle. Sie entstand, indem der Kalkstein von Regenwasser aufgelöst wurde. In der Höhle sammelt sich die kalte Luft, sie bietet damit ein ideales Winterquartier für Fledermäuse. Der Zutritt zum Lukenloch ist versperrt. Ebenso wie die Bielsteinhöhle ist auch das Lukenloch als Bodendenkmal in der Denkmalliste der Stadt Horn-Bad Meinberg eingetragen.

## Flora
Der Buchenwald im Naturschutzgebiet weist größere Vorkommen von Waldmeister und Bärlauch auf. Weiterhin finden sich im Bereich der Schlucht der Zwiebel-Zahnwurz und verschiedene Farne, darunter der Hirschzungenfarn.